# Cooperativa Obrera Mataronense
La Cooperativa Obrera Mataronense, también conocida como Casa Asensio, fue un proyecto de conjunto fabril y residencial del arquitecto Antoni Gaudí en Mataró, del que solo se conserva la nave de blanqueo —conocida actualmente como Nave Gaudí— y un edículo de servicios, declarados bien cultural de interés nacional. Fue una de las primeras obras del arquitecto, en la que trabajó entre 1878 y 1882, la cual testimonió su acercamiento al socialismo utópico durante aquella época. 

## Historia y descripción
Antoni Gaudí cursó arquitectura en la Escuela de la Lonja y en la Escuela de Arquitectura de Barcelona, donde se graduó en 1878. Una vez obtenido el título de arquitecto, sus primeros trabajos fueron unas farolas para la plaza Real, el proyecto de Quioscos Girossi, la vitrina para la Guantería Esteban Comella y el mobiliario para la capilla-panteón del palacio de Sobrellano en Comillas, todos del mismo año de su graduación, así como la Cooperativa Obrera Mataronense (1878-1882), que fue su primer encargo importante, aunque no se llegó a materializar en su conjunto.
Al parecer, en su juventud Gaudí había tenido ciertas tendencias favorables al movimiento obrero y el socialismo utópico, aunque en su madurez su ideología sería más bien conservadora, cercana a la Liga Regionalista. Según su discípulo y biógrafo, Josep Francesc Ràfols, «quería también el bienestar para todos; y por las avanzadas reivindicaciones de los derechos obreros sentía, por lo menos, curiosidad en su juventud». Ello se aunaría a su faceta religiosa de profundo creyente católico, en una época en la que el papa León XIII promovió con su encíclica Rerum novarum la mejora de las condiciones laborales y vitales de la clase obrera, impeliendo a la patronal a la mejora de las condiciones de vida de sus empleados mediante, entre otras iniciativas, la creación de colonias obreras. Un intento similar fue el promovido por Eusebi Güell, el principal mecenas de Gaudí, con la Colonia Güell de Santa Coloma de Cervelló, donde el arquitecto proyectó la iglesia, de la que solo se construyó la cripta.

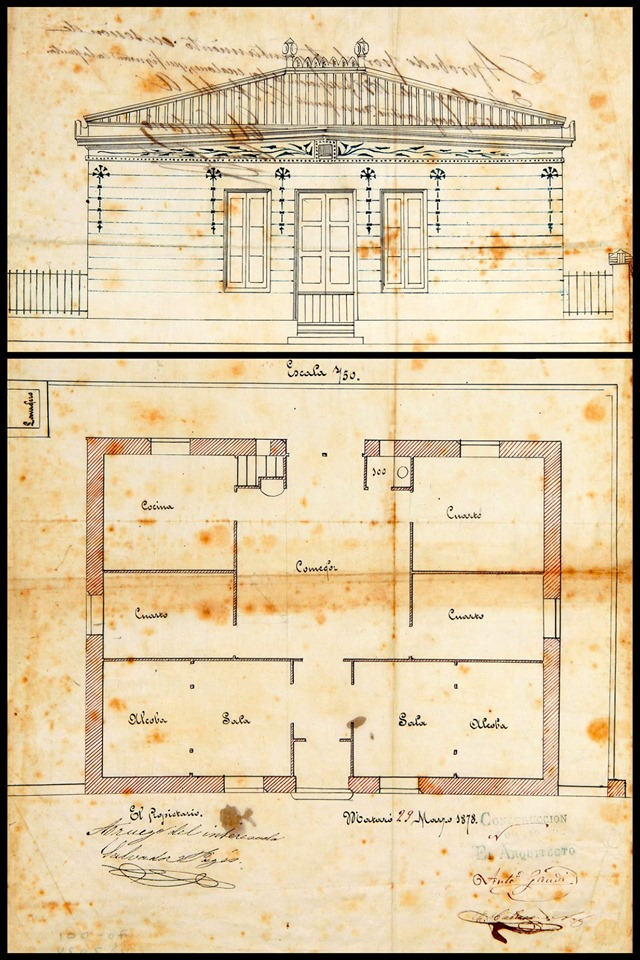
Planta y alzado de una casa de la Cooperativa

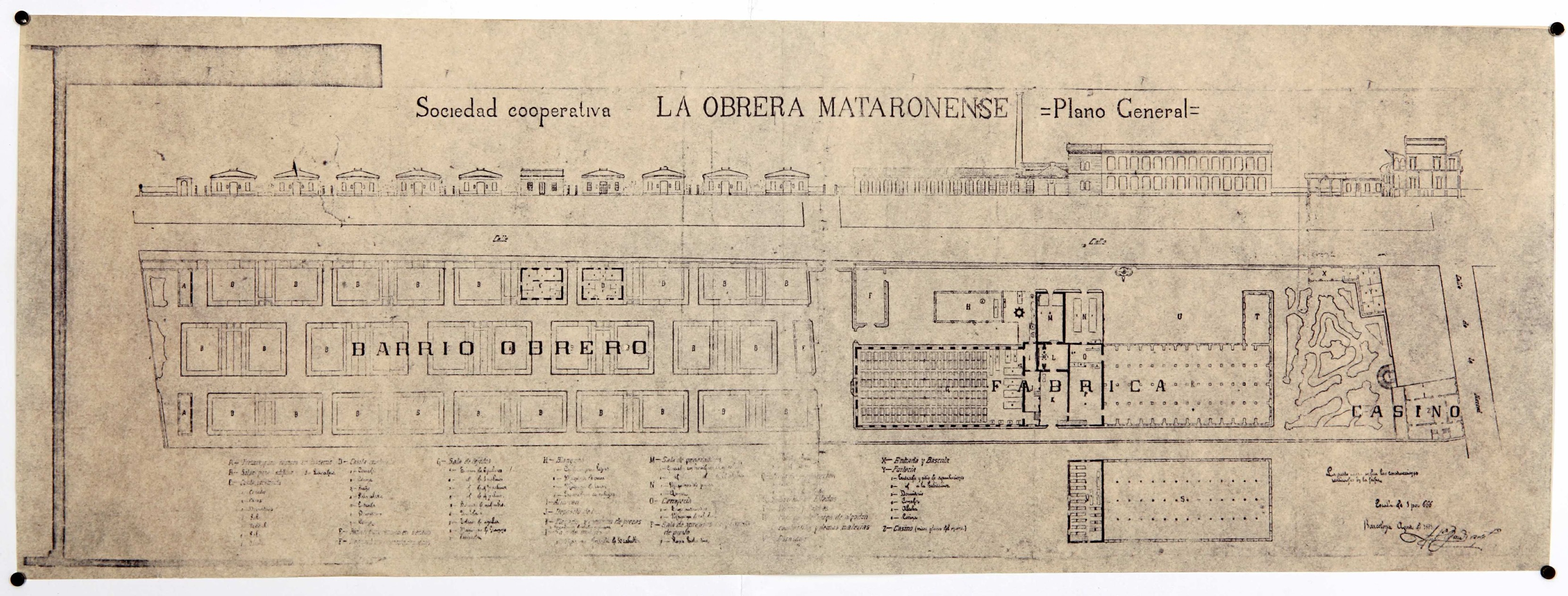
Plano de la cooperativa, firmado por Gaudí en agosto de 1883, escala 1/666

La cooperativa había sido creada en 1864 en Barcelona por el industrial Salvador Pagès Inglada. Su profesión era la de tejedor mecánico, pero su faceta como promotor le llevó a la dirección de la sociedad, que ejerció entre 1864 y 1890. Pagès fue uno de los principales promotores del movimiento cooperativista en la Cataluña de finales del siglo XIX. Natural de Reus, pudo ser este factor el que le pusiese en contacto con Gaudí, igualmente reusense. Al principio, la sociedad tuvo problemas con las autoridades, que la tildaban de subversiva, pero el cambio de signo político propiciado por la Revolución de 1868 conllevó su legalización al año siguiente. Por entonces contaba con 107 socios y seis telares. Iniciaron su actividad el 1 de julio de 1869 en un local alquilado, la fábrica de Sucesores de Francisco Puigmartí, en Gracia. Al año siguiente vivieron varias vicisitudes: por un lado, la epidemia de fiebre amarilla y, por otro, una huelga de tres meses instigada por el IV Congreso de la Asociación Internacional de Trabajadores, celebrado en Barcelona.
En 1872 tenían ya 45 telares, por lo que planearon su expansión: la lejanía de la fábrica de las viviendas de los trabajadores resultaba un impedimento, por lo que se proyectó un conjunto que aunase ambas esferas para el desarrollo de una productividad óptima. En 1874, la sociedad se trasladó a Mataró y compró un terreno para la edificación. El solar, de 20 530 m², era conocido como Huerta de la Barca, situado en la calle de la Merced n.º 53 de Mataró —actualmente calle Cooperativa—, propiedad de Juana e Ignacia López Negrevernis, las cuales cedieron en 1874 el terreno en enfiteusis a la Cooperativa.

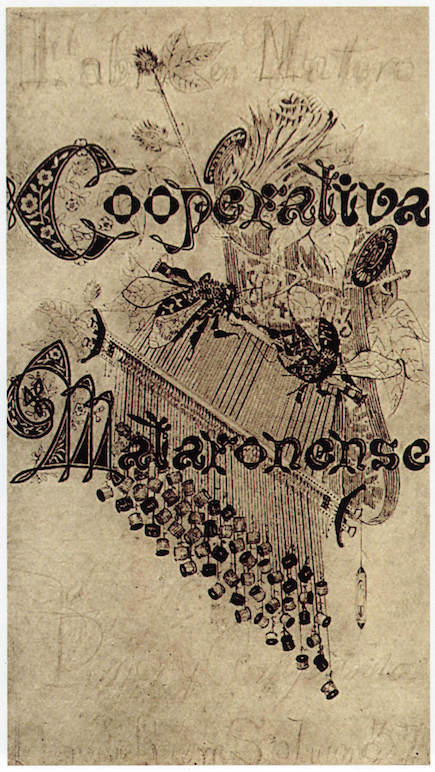
Emblema de la cooperativa diseñado por Gaudí (1874)

La sociedad encargó en primer lugar las obras al ingeniero Joan Brunet Alsina, autor de la primera nave de la fábrica, que fue inaugurada el 15 de julio de 1875. Otra nave fue construida por el maestro de obras Julio Marial Tey en 1877.
En el solar había un edificio antiguo que fue ocupado temporalmente para las oficinas de la compañía, así como la escuela, que daba clases a los niños de día y a los adultos de noche, un taller de labores para niñas, un despacho de alimentos, una biblioteca, una sala de actos y una cafetería. Este edificio debía ser derribado para construir el casino proyectado por Gaudí, pero finalmente no fue llevado a término.
Gaudí tuvo un primer contacto con la cooperativa en 1874, cuando le propusieron diseñar el emblema de la compañía. Entonces todavía era estudiante y compaginaba sus estudios con un trabajo como delineante para Josep Fontserè. El emblema está compuesto de las palabras Cooperativa Mataronense, mientras que el lugar que debía ocupar la palabra Obrera está ocupado por unas abejas, símbolo de la laboriosidad, situadas sobre un telar y unas flores de cardo. En el telar se encuentran las fechas 1864-1873 y aparecen también esbozadas a lápiz las palabras «Fábrica en Mataró. Sede social Pagés y Cía. Despacho: Barcelona, Riera de San Juan, 37». Este estandarte estaba colocado en un mástil rematado por una escultura de bronce de una abeja en bulto redondo, que se conserva en el Museo de Mataró.

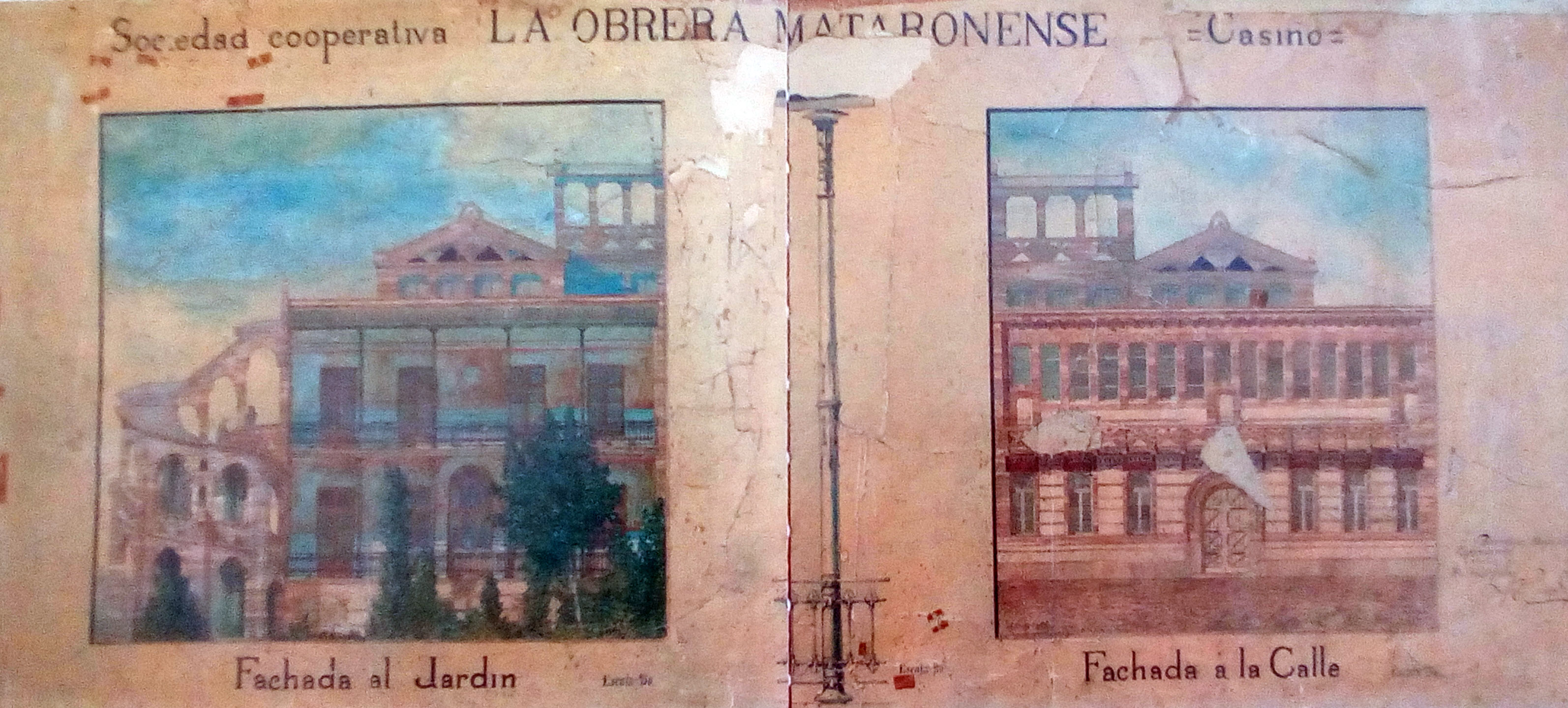
Acuarelas del proyecto de casino, fachadas de la calle y el jardín, obra de Gaudí (1878)

Entre 1874 y 1885, el arquitecto viajó a menudo a Mataró, tanto por motivos de trabajo como personales, ya que trabó amistad con Salvador Pagès, así como con las hermanas Pepita y Agustina Moreu, maestras de la escuela de la cooperativa. Al parecer, Gaudí estuba interesado en Pepita, pero no fue correspondido.
Gaudí recibió el encargo en 1878 de completar el conjunto fabril y residencial, del que quedaban por realizar algunas naves de la fábrica, un barrio de casas económicas, un casino con jardín y un edificio de servicios. El arquitecto trabajó en el proyecto entre 1878 y 1882, aunque finalmente solo construyó la nave de blanqueo, los servicios y un par de casas. Los planos del proyecto, firmados por Gaudí junto con otro arquitecto, Emili Cabanyes i Rabassa —ya que Gaudí aún no tenía el título—, fueron aprobados por el Ayuntamiento de Mataró el 29 de marzo de 1878.
En 1881, Gaudí delineó el plano general de la cooperativa, a escala 1:666, que fue publicado en forma de folleto junto con un texto que explicaba la historia y el reglamento de la sociedad. En el plano se ve la disposición del conjunto, dispuesto a lo largo de la calle de la Merced y compuesto de casino, fábrica y barrio obrero. Frente al casino estaban la entrada, la portería y la báscula, así como un jardín; venía luego la fábrica y el pabellón de servicios; tras un pórtico de entrada venía a continuación el barrio de casas, formado por quince casas pareadas, es decir, treinta viviendas. Más tarde, en 1883, el arquitecto presentó el proyecto para la construcción de la báscula y la portería, que fue autorizado por Cabanyes, que por entonces era arquitecto municipal de Mataró.

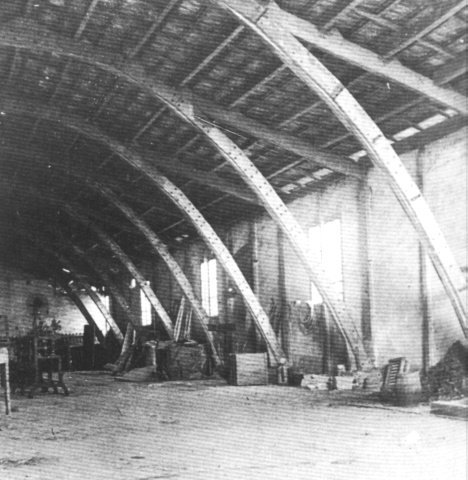
Antigua imagen de la nave de blanqueo

De la sección fabril, Gaudí solo construyó la sala de blanqueo, construida probablemente entre 1882 y 1885, que comprendía las calderas para lejías, la máquina de picar, la de lavar y la escurridora centrífuga. Este fue el primer lugar donde Gaudí utilizó los arcos catenarios tan frecuentes en su obra posterior, con un sistema de ensamblaje con pernos ideado por Philibert de l'Orme. El edificio tiene unas medidas de 48 × 12 m y presenta un conjunto de doce arcos que sostienen la estructura.
Junto a la nave se encuentran los servicios, divididos en dos secciones, para hombres y mujeres. Es un pequeño edículo de forma cilíndrica, con testeras escalonadas en puertas y ventanas y revestimientos de azulejo cerámico, soluciones que serían habituales en la obra posterior de Gaudí.
Las casas debían ser pareadas, con una superficie de 200 m² y unas medidas de 12 × 9 m, y contarían con sala, comedor, cuatro habitaciones, baño, cocina y excusado, así como un sótano para almacén. También tendrían un pequeño jardín. Los socios de la cooperativa debían ocuparlas como arrendatarios, pero el proyecto fracasó debido a la falta de liquidez de la sociedad; finalmente, se acordó que se construirían aquellas casas que cada socio pudiese promover a su costa. Tal fue el caso de Salvador Pagès, que consiguió el permiso de obras del Ayuntamiento el 6 de abril de 1878; una segunda vivienda fue promovida por otro obrero, Josep Munné i Suñé.
El casino tampoco se realizó finalmente por falta de fondos. Gaudí dejó unas acuarelas con el alzado del edificio, con fachadas a la calle y el jardín. En la sala de actos, Gaudí proyectó la presencia de diversas frases de signo filantrópico, en consonancia con el carácter asociativo y algo utópico del proyecto: No hi ha res més immens que la fraternitat («No hay nada más inmenso que la fraternidad»); Company, sigues solidari, practica la Bondat («Compañero, sé solidario, practica la Bondad»); Vols ésser home de ciència? Sigues bondadós («¿Quieres ser hombre de ciencia? Sé bondadoso»); Impulsem la humanitat cap a l'amor («Impulsemos la humanidad hacia el amor»); Visca la noblesa de cor que és la vida («Visca la nobleza de corazón que es la vida»).

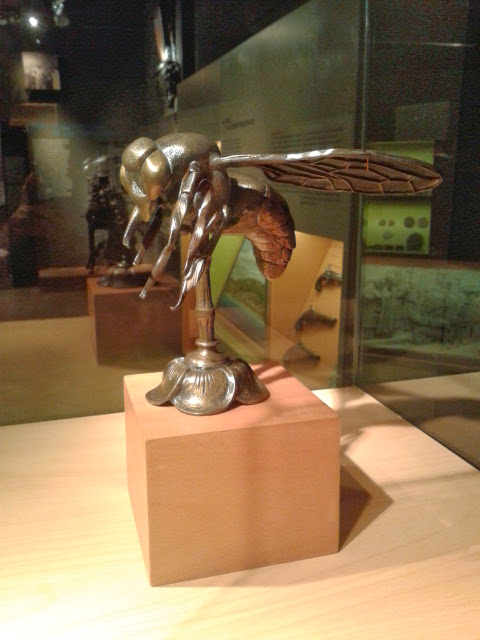
Escultura de abeja que coronaba el mástil de bandera de la cooperativa, Museo de Mataró

Los planos del proyecto fueron presentados por Gaudí en la Exposición Universal de París de 1878, junto a la vitrina para la Guantería Esteban Comella que había realizado ese mismo año y que fue la obra que atrajo la atención de Eusebi Güell, el que sería el principal mecenas del arquitecto. Según Ràfols, eran cuatro, numerados 00,0013, 00,0014, 00,0015 y 00,0018; Solo se conservan dos, los números 13 y 14, correspondientes a las plantas y alzado del casino, que fueron hallados en 1950 en la casa del arquitecto Cabanyes.
En un documento notarial de 1917 se describe la fábrica en los siguientes términos: «de los indicados edificios, el primero de ellos es actualmente la fábrica de géneros de punto, compuesta en su mayor parte de planta baja, dividida en diversas naves o cuadras que comprenden las secciones de telares, bobinaje, confección, escritorios, sala de ventas, de empaque, de embalaje, de aprestos y dos almacenes para primeras materias y una parte con piso superior, sin destino industrial actualmente; el otro edificio de menor capacidad, forma una sola nave de planta baja, cubierta de teja utilizable para sus instalaciones para tintes y blanqueo, y a la derecha de la puerta de entrada, se encuentran los cobertizos».

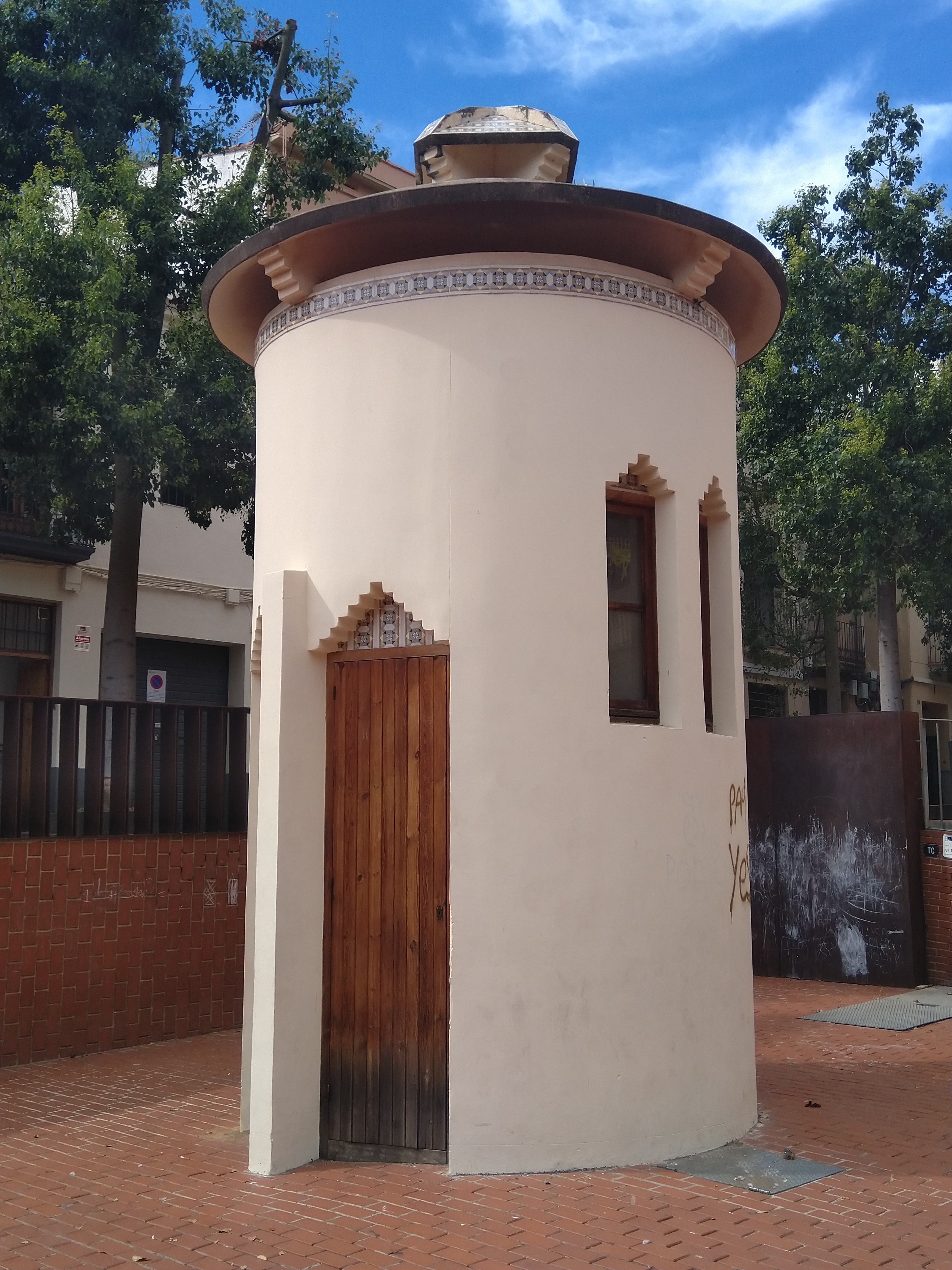
Edículo para servicios

La cooperativa finalizó su actividad a finales del siglo XIX y fue sucedida por la Sociedad Barrera; esta a su vez pasó su relevo a la Anónima Asensio —por ello el edificio es también conocido como Ca l'Asensio—.
En 1896 la nave fue mutilada en uno de sus laterales, a causa de la ampliación de la calle. Se construyó un nuevo muro de carga para sostener los arcos.
La nave de blanqueo fue declarada en 1969 Monumento histórico-artístico y, en 1982, Bien Cultural de Interés Nacional.

### Abandono y restauración
Abandonada y adquirida por el municipio a finales del siglo XX,se inició su restauración para devolverle el aspecto original. La rehabilitación, a cargo del arquitecto Manuel Brullet Tenas, fue inaugurada el 26 de septiembre de 2008 con el nombre de "Nave Gaudí". Si bien en un principio el edificio fue destinado a ser un centro de información y orientación profesional para jóvenes menores de 25 años, desde noviembre de 2010 es la sede provisional del fondo de la colección Bassat de Arte Contemporáneo de Cataluña.
El 23 de noviembre de 2013 se firmó la "Declaración de Mataró" por los propietarios de gran parte de la obra arquitectónica de Antoni Gaudí. Su voluntad es la protección, preservación, estudio y divulgación de manera conjunta y coordinada de todo el legado del arquitecto.